# Niccolò Filoni
Niccolò Filoni (L'Aquila, 11 marzo 2001) è un cestista italiano.

## Carriera

### Club
Trascorre le giovanili nella sua città natale nel Nuovo Basket Aquilano, per poi passare dal 2016 al Basket Bassano con i quali gioca anche tre stagioni in Serie C. Dal 2019 al 2022 gioca in Serie A2 con N.P.C. Rieti e Kleb Basket Ferrara, mantenendo medie tra i 3 e i 4 punti a partita. Passa quindi al Derthona Basket, disputando nella stagione 2022-2023 14 partite in Serie A. Il 13 luglio 2023 viene ufficializzato il suo approdo all'Assigeco Piacenza, tornando pertanto a disputare la seconda serie.

### Nazionale
Ha giocato alcuni tornei internazionali con le rappresentative dell'Italia under 16 e dell'Italia under 16 tra il 2017 e il 2019, partecipando anche da capitano al Campionato europeo maschile di pallacanestro Under-18 2019. Nel 2022 è stato convocato per un torneo in Canada con la Nazionale sperimentale. Ha inoltre preso parte ai III Giochi olimpici giovanili estivi che si sono svolti nel 2018 a Buenos Aires con l'Under-18 di Pallacanestro 3x3, vincendo il bronzo nella gara delle schiacciate.

## Palmarès
- Pallacanestro ai Giochi olimpici giovanili: 1

Buenos Aires 2018